# Surplus du producteur
Pour les articles homonymes, voir surplus.
Le surplus du producteur représente la différence entre le prix auquel le producteur était prêt à vendre un bien et le prix obtenu (le prix d’équilibre). Il est matérialisé par la zone en bleue sur le graphique ci-dessous.

## Le surplus du producteur en concurrence pure et parfaite

Surplus du consommateur (en rouge) et du producteur (en bleu) dans un graphique de fonctions d’offre et de demande en concurrence pure et parfaite.

Il faut distinguer le profit d'une firme (qui correspond à la différence entre ses recettes totales et ses coûts totaux) et le surplus du producteur (i.e. de la firme) qui peuvent être différents en présence de coûts fixes. En concurrence pure et parfaite, le prix d'équilibre correspond à l'intersection entre la courbe des recettes moyennes de la firme (ce qui équivaut à la fonction de demande inverse) et la courbe du coût marginal de la firme.
On peut calculer le surplus du producteur comme suit : 
{\displaystyle SP=\ q^{*}p^{*}-\int _{0}^{q*}Cm(q)\,dq}
C'est-à-dire la différence entre l'aire du rectangle formé à l'origine du repère jusqu'au prix d'équilibre (en pointillé sur le graphique) et l'aire au-dessus de la courbe de coût marginal de la firme (courbe d'offre sur le graphique), avec : 
- {\displaystyle q^{*}} : la quantité d'équilibre
- {\displaystyle p^{*}} : le prix d'équilibre
- {\displaystyle Cm(q)} : la fonction de coût marginal de la firme en fonction des quantités vendues.

La situation de concurrence pure et parfaite correspond habituellement à la maximisation du surplus social (i.e. somme des surplus du consommateur et du producteur) ce qui en fait un optimum de Pareto de premier rang. Effectivement, l'équilibre dans cette situation correspond à des quantités vendues supérieures pour un prix inférieur par rapport à une situation de monopole. 

## Le surplus du producteur en situation de monopole

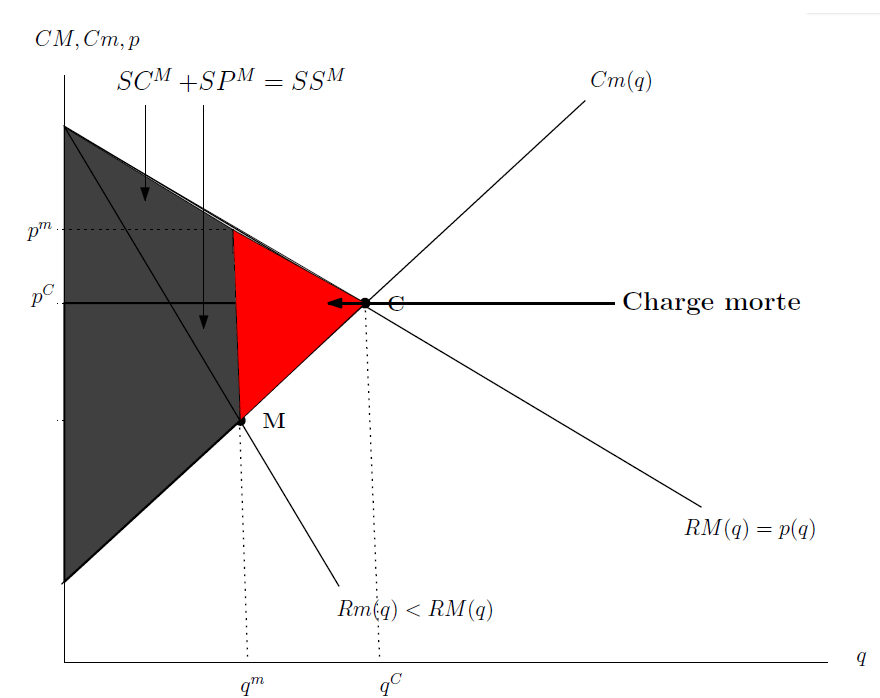
Charge morte (en rouge) induite par la situation de monopole de la firme

En situation de monopole, l'équilibre est matérialisé par l'image sur la courbe des recettes moyennes de l'intersection entre le coût marginal de la firme (courbe d'offre sur le premier graphique, Cm(q) dans le second) et ses recettes marginales (Rm(q)). Bien que dans cette situation la firme monopolistique maximise son surplus — minimisant donc le surplus du consommateur —, on voit apparaitre une charge morte (en rouge sur le second graphique) : c'est la perte de surplus social (ou collectif) que produit la situation de monopole en raison de quantités vendues plus faibles induites par un prix plus élevé (étant imposé par la firme en situation de price maker). Pour cette raison, la situation de concurrence pure et parfaite est préférée par rapport à une situation de monopole dans le raisonnement microéconomique, car cette dernière conduit à une forme de « perte » pour la société (de la valeur de la charge morte).